# Elsie Baker
Elsie Baker (Chicago, 13 luglio 1883 – Manhattan, 16 agosto 1971) è stata un'attrice statunitense.

## Filmografia parziale

### Cinema
- The Mysteries of Myra, regia di Leopold Wharton e Theodore Wharton (1916)
- Beatrice Fairfax, regia di Leopold Wharton e Theodore Wharton (1916) - serial
- Il servizio segreto (Il servizio segreto), registi vari (1917)
- La strada del mistero (Mystery Street), regia di John Sturges (1950) - non accreditata
- Non c'è posto per lo sposo (No Room for the Groom), regia di Douglas Sirk (1952) - non accreditata
- 3 ore per uccidere (Three Hours to Kill), regia di Alfred L. Werker (1954) - non accreditata
- Scusa, me lo presti tuo marito? (Good Neighbor Sam), regia di David Swift (1964) - non accreditata
- Il fantasma del pirata Barbanera (Blackbeard's Ghost), regia di Robert Stevenson (1968)
- Ghosts of Hanley House, regia di Louise Sherrill (1968)

### Televisione
- Scienza e fantasia (Science Fiction Theatre) – serie TV, episodio 1x03 (1955)